# Inondations en Corée du Nord
Située dans le nord-est de l'Asie, au nord de la péninsule coréenne, la Corée du Nord est fortement exposée aux inondations.

## La problématique générale des inondations en Corée du Nord
En Corée du Nord où les terres agricoles représentent moins de 20 % de la superficie du pays, les inondations détruisent à la fois les récoltes de l'année et hypothèquent le potentiel agricole, en lessivant les sols et en détruisant les équipements et les systèmes d'irrigation.
Sur le plan sanitaire, les inondations affectent les réserves en eau et augmentent les risques épidémiologiques.
De nombreuses populations restent sans abri. Par ailleurs, les réseaux de transports (routiers, ferroviaires) doivent également être reconstruits après avoir été détruits par les inondations.

## Les inondations de 1995
Les inondations de 1995 ont causé, selon le ministère nord-coréen des affaires étrangères, des dommages estimés à 15 milliards de dollars. Elles ont entraîné des pertes de récoltes et des destructions des terres cultivables, à l'origine de sévères pénuries alimentaires ayant causé, entre 1995 et 1999, 200 000 à 2 000 000 de morts selon les sources.

## Les inondations de juillet 2006
Les fortes pluies ayant touché la Corée du Nord entre le 12 et le 14 juillet 2006 ont causé entre plusieurs centaines (selon les autorités nord-coréennes) et 10 000 morts (selon l'ONG Good Friends). Le gouvernement nord-coréen n'avait cependant pas souhaité faire appel à l'aide internationale.
Dans un contexte de pénurie d'énergie, les Nord-Coréens procèdent à des déforestations l'hiver pour se chauffer, ce qui accroît la vulnérabilité du pays aux inondations.
Selon les estimations de la Banque de Corée (du Sud), la croissance économique a été négative en 2006 pour la première fois depuis 1999 (- 1,1 %), du fait du recul de la production agricole et en produits maritimes après les inondations de l'été 2006.

## Les inondations d'août-septembre 2007

### Les plus fortes inondations depuis 40 ans: la Corée du Nord appelle à l'aide internationale
Les inondations qui ont touché la Corée du Nord, entre le 7 et le 12 août 2007, ont été les plus importantes dans le pays depuis 1967, faisant craindre une résurgence des pénuries alimentaires. 
Face à l'ampleur de la catastrophe, et après le précédent des inondations de juillet 2006 auxquelles la Corée du Nord avait choisi de faire face seule, le gouvernement nord-coréen a sollicité, dès le 14 août 2007, une aide internationale auprès des Nations unies. En outre, les images des inondations sur la télévision nord-coréenne ont été rediffusées par les grandes chaînes occidentales.
Le bilan des inondations d'août 2007 a encore été aggravé par le passage du cyclone tropical Wipha sur la Corée du Nord, les 19 et 20 septembre 2007 : jusqu'à 368 mm d'eau sont tombés dans les provinces occidentales du Sud Hwanghae, du Sud Pyongan et du Nord Hwanghae. Le gouvernement nord-coréen a déclaré de « lourdes pertes », ayant affecté des « centaines d'hectares » de terres agricoles.

### Le bilan humain et matériel
Selon le bilan établi fin août par les agences spécialisées des Nations unies, les inondations d'août 2007 en Corée du Nord ont entraîné 600 morts et disparus et touché un million de personnes (100 000 sans-abri et 900 000 sinistrés). Les provinces du Sud Hamgyong et de Kangwon ont été plus particulièrement touchées. 
Les voies de communication ont été fortement affectées : selon un premier bilan mi-août, plus de 540 ponts avaient été détruits, de même que 55 000 m3 de voies ferrées. L'approvisionnement en électricité a été sévèrement compromis et certains villages étaient devenus inaccessibles.
Les inondations ont également entraîné la perte de 11 % des récoltes en riz et en maïs selon le ministère nord-coréen de l'agriculture. Les Nations unies ont souligné la détérioration d'une situation alimentaire déjà tendue : alors que le déficit alimentaire est estimé à 1 million de tonnes, les inondations ont entraîné une perte de récoltes estimées par la Food Agricultural Organization (FAO) entre 200 000 et 300 000 tonnes.
Selon l'Organisation mondiale de la santé, au moins la moitié des 22 principaux centres de soins du pays a été submergée : pour l'OMS, "la menace d'épidémies causées par les eaux souillées et le manque d'eau potable est la première source de préoccupation". La Croix-Rouge Internationale a débloqué une aide de 5,5 millions de dollars en s'alarmant que les « pires inondations en Corée du Nord depuis plus de trente ans risquent de se transformer en désastre sanitaire ».

### Les actions de secours

#### L'aide d'urgence
La distribution de l'aide d'urgence est coordonnée par le gouvernement nord-coréen, les agences spécialisées de l'ONU et la Croix-Rouge internationale : fourniture d'aide alimentaire et de kits médicaux, ainsi que de tablettes pour purifier l'eau afin de limiter la prorogation des risques d'épidémie.

#### Les contributions de gouvernements étrangers
Plusieurs gouvernements étrangers ont annoncé une aide d'urgence à la Corée du Nord, dont la Corée du Sud (à hauteur de 40 millions de dollars), la Chine, l'Allemagne, la Nouvelle-Zélande, l'Australie, Singapour et les États-Unis, bien que ces derniers soient techniquement toujours en état de guerre avec la Corée du Nord depuis la fin de la guerre de Corée en 1953 (s'étant terminée par un simple armistice).

#### Les appels au don des ONG
Face à l'ampleur de la catastrophe humanitaire, un appel au don a par ailleurs été lancé par plusieurs organisations humanitaires internationales, dont la Croix-Rouge.
En France, le Secours populaire français a lancé un appel au don.
Aux États-Unis, les organisations religieuses ont été particulièrement promptes à réagir. C'est notamment le cas de l'American Friends Service Committee, branche américaine de la Société religieuse des Amis, ou mouvement quaker, organisation présente depuis 1997 en Corée du Nord, et de Samaritan's Purse, dirigée par Franklin Graham, fils du théologien et prédicateur Billy Graham. Le 31 août 2007, l'acheminement de produits médicaux de première urgence par Samaritan's Purse a donné lieu au premier vol direct entre les États-Unis et la Corée du Nord depuis la Guerre de Corée.

## Les inondations de juillet-août 2010
De nouvelles inondations ont lieu en juillet et août 2010. La KCNA, agence de presse officielle du régime, a annoncé qu'elles avaient provoqués d'importants dégâts et des victimes.
Ces inondations ont lieu 2 mois après la formation de nombreuses inondations et de glissements de terrain en Chine.

### Le bilan humain et matériel
Selon un bilan officiel du 5 août 2010, plus de 5 000 habitations ont été détruites par les pluies torrentielles et près de 15 000 ha de terres agricoles ont été ensevelis par les eaux, ce qui pourrait encore aggraver la crise alimentaire que connait le pays. Par ailleurs, ces graves inondations ont également endommagé les infrastructures ferroviaires du pays, deux transformateurs de 150 000 kVA (kilovoltampère) et un transformateur de 75 000 kVA s'étant brisés. La circulation ferroviaire a ainsi été bloquée dans certaines régions du pays.
Le 28 août 2015, les inondations ont touché la capitale Pyongyang.

### Les actions de secours
Les autorités nord-coréennes n'ont pour le moment pas encore fait appel à l'aide internationale à la différence de 2007. La KCNA n'a pas souhaité à ce jour donner plus de détails sur ces inondations, alors que les tensions avec la Corée du Sud sont au plus fort depuis le naufrage du Cheonan en mars 2010.

## Les inondations de l'été 2016
Entre le 29 août et le 2 septembre 2016, de fortes précipitations provoquées par un typhon entraînent une crue du fleuve Tumen dans la province de Hamgyong Nord (nord-est), près de la frontière avec la Chine et la Russie. Les inondations font au moins 138 morts, 400 disparus et 140000 personnes sans abri et sans nourriture. Les destructions sont considérables. Selon l'ONU, 107000 personnes ont dû abandonner leur logement,,,.

## Les inondations de septembre 2018
Début septembre 2018, dans les provinces de Hwanghae du Nord et du Sud, des inondations et des glissements de terrain font au moins 76 morts et 75 disparus dont de nombreux enfants.

## Les inondations de l'été 2020
Le violent typhon Maysak précédé d'autres tempêtes provoque des pluies torrentielles. Au moins 1000 habitations sont détruites dans les régions côtières du Hamgyong du Sud et du Hamgyong du Nord. Des images satellite montrent que des stations de pompages reliées au plus important site nucléaire du pays pourraient avoir été endommagées,,.